# Bathystylodactylus
Bathystylodactylus is een geslacht van kreeftachtigen uit de klasse van de Malacostraca (hogere kreeftachtigen).

## Soorten
- Bathystylodactylus bathyalis (Cleva, 1994)
- Bathystylodactylus echinus Wicksten & Martin, 2004
- Bathystylodactylus inflatus Hanamura & Takeda, 1996